# Леоне, Энтони
Э́нтони Лео́не (англ. Anthony Leone; 27 мая 1987, Сентер-Моричес) — американский боец смешанного стиля, представитель легчайшей и наилегчайшей весовых категорий. Выступает на профессиональном уровне начиная с 2008 года, известен по участию в турнирах таких бойцовских организаций как Bellator, WEC, Strikeforce, ACB, был претендентом на титул чемпиона Bellator в легчайшем весе.

## Биография
Энтони Леоне родился 27 мая 1987 года в статистически обособленной местности Сентер-Моричес штата Нью-Йорк. Учился в местной старшей школе, затем поступил в университет на Гавайях. В возрасте двадцати лет в течение одиннадцати месяцев тренировался в гавайской академии ММА Би Джей Пенна, также практиковал тайский бокс в команде Phuket Top Team в Пхукете, был членом нью-йоркской команды Team Bomb Squad. Серьёзно занимался джиу-джитсу, в частности является серебряным призёром Панамериканских игр и бронзовым призёром чемпионата мира в категории без курток.
Дебютировал в смешанных единоборствах на профессиональном уровне в июне 2008 года, своего первого соперника победил решением судей. Дрался в различных малоизвестных американских промоушенах, в течение двух лет одержал восемь побед подряд. Первое в карьере поражение потерпел в 2010 году на турнире World Extreme Cagefighting — в третьем раунде поединка с бразильцем Ренаном Бараном сдался в результате успешно проведённого «рычага локтя». Затем выступал в таких крупных американских организациях как Bellator и Strikeforce, но какого-то существенного успеха здесь не добился — в шести смежных поединках потерпел пять поражений, в том числе четыре поражения подряд.
Несмотря на череду неудач, Леоне продолжал выступать в ММА, поднялся в легчайший вес и в 2012 году вновь появился на турнирах Bellator, победив судейским решением таких известных бойцов как Клаудио Ледесма и Зак Маковски. Принял участии в летней серии турниров Summer Series 2013 — на стадии полуфиналов победил удушающим приёмом сзади Фрэнка Баку, тогда как в решающем финальном поединке уступил единогласным решением Рафаэлу Силве. Силва впоследствии должен был оспорить титул чемпиона, принадлежавший на тот момент Эдуарду Дантасу, но получил травму колена, и официальным претендентом на титул стал, таким образом, Леоне. В первом раунде титульного боя Леоне выглядел лучше своего соперника, однако во втором попался в удушающий приём сзади и вынужден был сдаться. На этом его сотрудничество с Bellator закончилось.
После значительного перерыва в карьере в 2016 году Энтони Леоне вернулся в смешанные единоборства и одержал две победы на турнирах в России. Сначала в четвертьфинале гран-при «Ахмат» победил удушением Шамиля Магомедова, затем в лиге Absolute Championship Berkut заставил сдаться Расула Албасханова.

## Статистика в профессиональном ММА
| Боёв 25  | Побед 17 | Поражений 8 |
| -------- | -------- | ----------- |
| Нокаутом | 0        | 1           |
| Сдачей   | 9        | 4           |
| Решением | 8        | 3           |

| Результат | Рекорд | Соперник             | Способ                        | Турнир                             | Дата            | Раунд | Время | Место                  | Примечание                                             |
| --------- | ------ | -------------------- | ----------------------------- | ---------------------------------- | --------------- | ----- | ----- | ---------------------- | ------------------------------------------------------ |
| Победа    | 17-8   | Магомед Гиназов      | Единогласное решение          | ACB 85                             | 21 апреля 2018  | 3     | 5:00  | Римини, Италия         |                                                        |
| Победа    | 16-8   | Дин Гарнетт          | Удушающий приём (гильотина)   | ACB 76                             | 9 декабря 2017  | 2     | 4:40  | Голд-Кост, Австралия   | Вернулся в легчайшую весовую категорию.                |
| Поражение | 15-8   | Аскар Аскаров        | Сдача (твистер)               | ACB 58                             | 22 апреля 2017  | 3     | 2:10  | Хасавюрт, Россия       | Бой за титул чемпиона ACB в наилегчайшем весе.         |
| Победа    | 15-7   | Расул Албасханов     | Сдача (гильотина)             | ACB 49                             | 26 ноября 2016  | 3     | 0:28  | Ростов-на-Дону, Россия |                                                        |
| Победа    | 14-7   | Шамиль Магомедов     | Сдача (удушение сзади)        | WFCA 16: Grand Prix Akhmat         | 12 марта 2016   | 2     | 4:46  | Грозный, Россия        | Четвертьфинал гран-при Ахмат 2016.                     |
| Поражение | 13-7   | Эдуарду Дантас       | Сдача (удушение сзади)        | Bellator 111                       | 7 марта 2014    | 2     | 2:04  | Такервилл, США         | Бой за титул чемпиона Bellator в легчайшем весе.       |
| Поражение | 13-6   | Рафаэл Силва         | Единогласное решение          | Bellator 102                       | 4 октября 2013  | 3     | 5:00  | Висейлия, США          | Финал турнира Summer Series 2013 в легчайшем весе.     |
| Победа    | 13-5   | Фрэнк Бака           | Сдача (удушение сзади)        | Bellator 97                        | 31 июля 2013    | 3     | 1:07  | Рио-Ранчо, США         | Полуфинал турнира Summer Series 2013 в легчайшем весе. |
| Победа    | 12-5   | Зак Маковски         | Раздельное решение            | Bellator 83                        | 7 декабря 2012  | 3     | 5:00  | Атлантик-Сити, США     |                                                        |
| Победа    | 11-5   | Клаудио Ледесма      | Раздельное решение            | Bellator 68                        | 11 мая 2012     | 3     | 5:00  | Атлантик-Сити, США     |                                                        |
| Победа    | 10-5   | Пол Горан            | Сдача (рычаг локтя)           | New England Fights: Fight Night    | 11 февраля 2012 | 2     | 2:11  | Льюистон, США          | Дебют в легчайшем весе.                                |
| Поражение | 9-5    | Брилан ван Артсдален | Техническая сдача (гильотина) | XFE: Cage Wars 8: House of Pain    | 29 июля 2011    | 1     | 1:45  | Атлантик-Сити, США     |                                                        |
| Победа    | 9-4    | Билл Джонс           | Единогласное решение          | World Championship Fighting 11     | 18 июня 2011    | 3     | 5:00  | Уилмингтон, США        |                                                        |
| Поражение | 8-4    | Джефф Ленц           | Единогласное решение          | Bellator 44                        | 14 мая 2011     | 3     | 5:00  | Атлантик-Сити, США     |                                                        |
| Поражение | 8-3    | Джош Лаберж          | TKO (остановлен врачом)       | Strikeforce: Fedor vs. Silva       | 12 февраля 2011 | 1     | 5:00  | Ист-Ратерфорд, США     |                                                        |
| Поражение | 8-2    | Георгий Караханян    | Единогласное решение          | Bellator 28                        | 9 сентября 2010 | 3     | 5:00  | Новый Орлеан, США      |                                                        |
| Поражение | 8-1    | Ренан Баран          | Сдача (рычаг локтя)           | WEC 49                             | 20 июня 2010    | 3     | 2:29  | Эдмонтон, Канада       |                                                        |
| Победа    | 8-0    | Татэки Мацуда        | Раздельное решение            | Xtreme Championship Fight League 2 | 26 марта 2010   | 5     | 5:00  | Лоуэлл, США            |                                                        |
| Победа    | 7-0    | Даг Сонье            | Сдача (рычаг локтя)           | Blood Brothers MMA 2               | 28 ноября 2008  | 1     | 1:27  | Аквесасне, США         |                                                        |
| Победа    | 6-0    | Дастин Паге          | Сдача (удушение)              | PA Fighting Championships 1        | 6 ноября 2009   | 2     | 4:58  | Гаррисберг, США        |                                                        |
| Победа    | 5-0    | Крис Грэндмейсон     | Единогласное решение          | World Championship Fighting 6      | 14 марта 2009   | 2     | 5:00  | Уилмингтон, США        |                                                        |
| Победа    | 4-0    | Пэт Уайт             | Сдача (удушение сзади)        | WCA: Pure Combat                   | 6 февраля 2009  | 1     | 4:36  | Атлантик-Сити, США     |                                                        |
| Победа    | 3-0    | Джефф Денц           | Единогласное решение          | RW 2: Rage in the Cage             | 24 января 2009  | 3     | 3:00  | Ирвинг, США            |                                                        |
| Победа    | 2-0    | Крис Коррейра        | Сдача (рычаг локтя)           | Cage Fight: MMA 3                  | 8 ноября 2008   | 1     | 1:49  | Бедфорд, США           |                                                        |
| Победа    | 1-0    | Тайлер Кахихиколо    | Решение судей                 | ROTR: Beatdown 7                   | 28 июня 2008    | N/A   | N/A   | Гавайи, США            |                                                        |